# Castellbarri
Castellbarri és un emplaçament arqueològic al cim del puig del mateix nom a la Muntanya de Mas Mont al municipi de Calonge al Baix Empordà. Es compon de dues entitats diferents: d'un costat les restes d'un poble ibèric que va ser habitat des del segle vii aC fins al 218 i d'altre costat les restes d'una torre de guaita medieval. El 22 d'abril de 1949 el lloc va ser protegit com a bé cultural d'interès nacional. El primer esment escrit data del 1058 quan pertangué al monestir de Sant Feliu de Guíxols.
L'assentament ibèric va ser descobert per Lluís Barceló i Bou el 1930.

## Descripció
Les restes de la torre es troben a 273,48 m sobre el nivell mitjà del mar.
En comunicació amb la torre de la Creu del Castellar veïna, servia per vigilar la vall del Ruàs i la vall dels Molins, Romanyà fins i tot, en dies clars, el Montseny. Era un edifici rectangular de 10 sobre 7,15 metres amb parets d'un gruix d'1,70 a 1,90 metres, fetes de carreus i pedres unides amb argamassa de calç i sorra granada. Dins de les parets es troben munts de pedres, molts remenades «pels buscadors d'hipotètics tresors». És possible que la torre medieval va construir-se sobre un bassament ibero-romà. Hi ha hagut diverses sessions d'excavacions al poble ibèric vorer. Embrostades per la vegetació abundant, han esdevingut difícils per a entreveure.

## La llegenda de les anelles del Castellbarri
A una de les parets de la torre, hauria hagut grosses anelles de ferro, a les quals s'haurien fixat els vaixells, en temps immemorables, quan el nivell del mar hauria sigut molt superior, o sigui quasi 300 metres, al nivell d'avui. Els anells han desaparegut, i si n'hi hagueren estat un dia, és molt més probable que van servir per a estacar-hi els cavalls dels caçadors o dels vigilants.

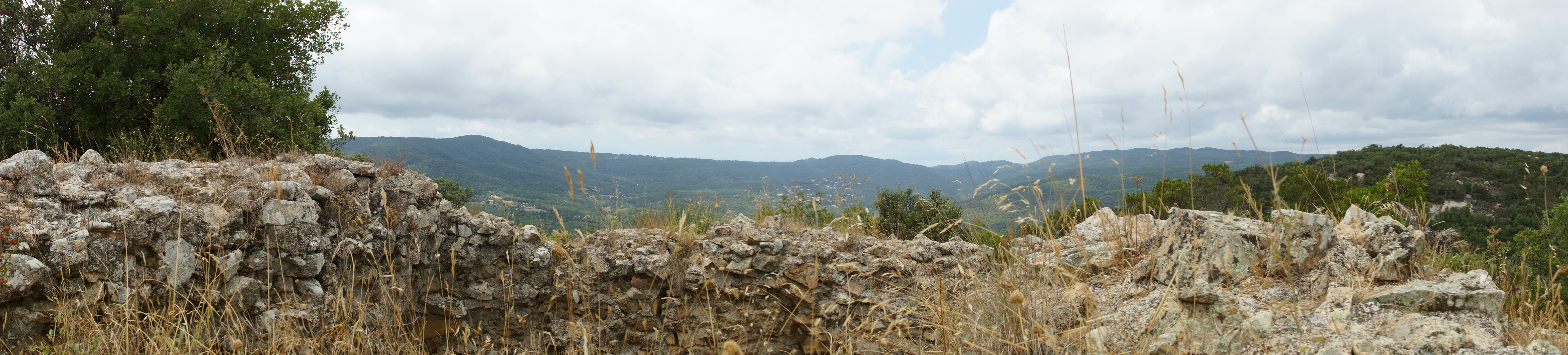
Vista en direcció de Romanyà de la Selva